# سيد أباظة
السيد فهمي أباظة (1897 – نوفمبر 1962) هو لاعب كرة قدم مصري سابق، لعب في مركز المدافع. شارك في دورة الألعاب الأولمبية الصيفية لعام 1920 ودورة 1928. كما لعب لنادي الزمالك وحقق مع الفريق لقب كأس السلطان حسين عام 1921، بالإضافة إلى الفوز بأول نسخة من كأس مصر عام 1922.

## المسيرة

### المسيرة مع الأندية
بدأ أباظة مسيرته الكروية مع نادي الأهلي. في عام 1920، وكحال معظم جيله في ذلك الوقت، انتقل إلى نادي الزمالك، وكان جزءًا من الفريق الذي فاز بكأس كأس السلطان حسين عام 1921، حيث أحرز هدفًا في المباراة النهائية.

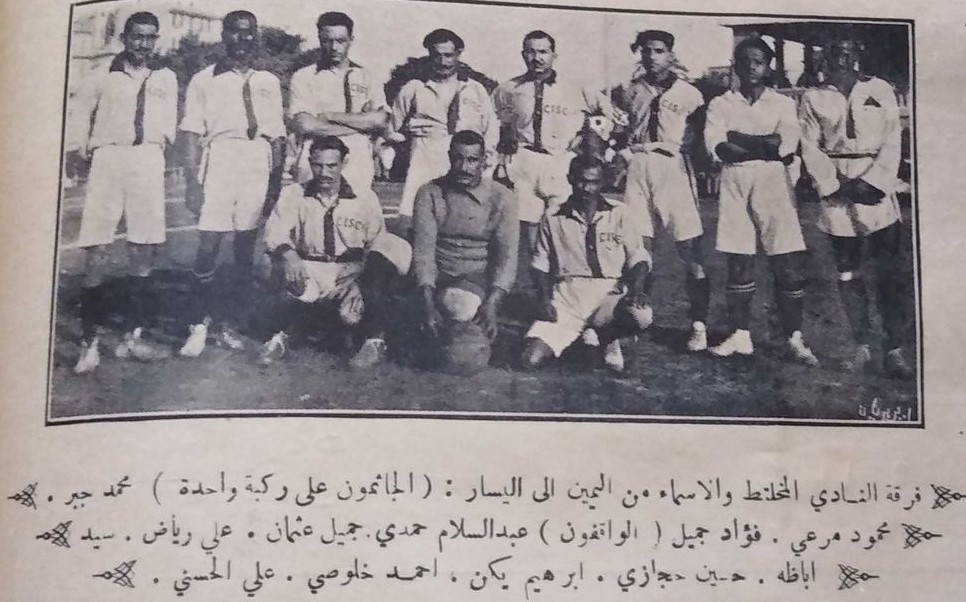
أباظة (الرابع واقفًا من اليمين) مع الزمالك عام 1921

في عام 1922، فاز مع الزمالك بأول نسخة من كأس مصر بعد تغلبهم على نادي الاتحاد بنتيجة 5-0 في النهائي، حيث سجل هدفًا في المباراة النهائية. عاد بعدها إلى الأهلي، وفاز معه بكأس مصر في عامي 1924 و1925، بالإضافة إلى كأس السلطان حسين ودوري القاهرة في عام 1925. كما فاز مع الأهلي بكأس السلطان حسين في عامي 1926 و1927، وكأس مصر ودوري القاهرة في عام 1927.

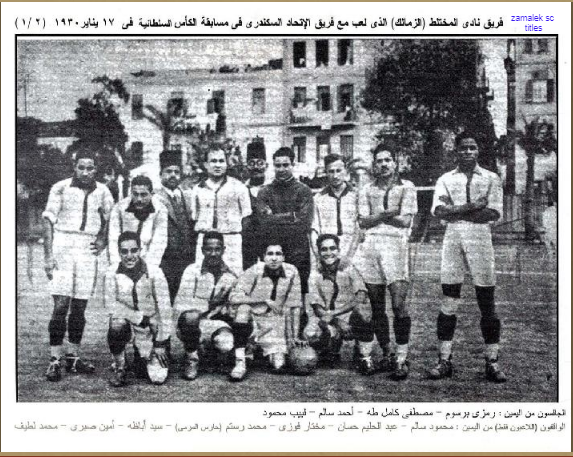
أباظة (الرابع واقفًا من اليسار) مع الزمالك عام 1930

في عام 1928، عاد مرة أخرى إلى الزمالك حيث واصل مسيرته الكروية. فاز مع فريقه بدوري القاهرة لموسمي 1928–29 و1929–30. وبعد الفوز بدوري القاهرة موسم 1929–30 مع الزمالك، اعتزل كرة القدم في عام 1930.

### المسيرة الدولية

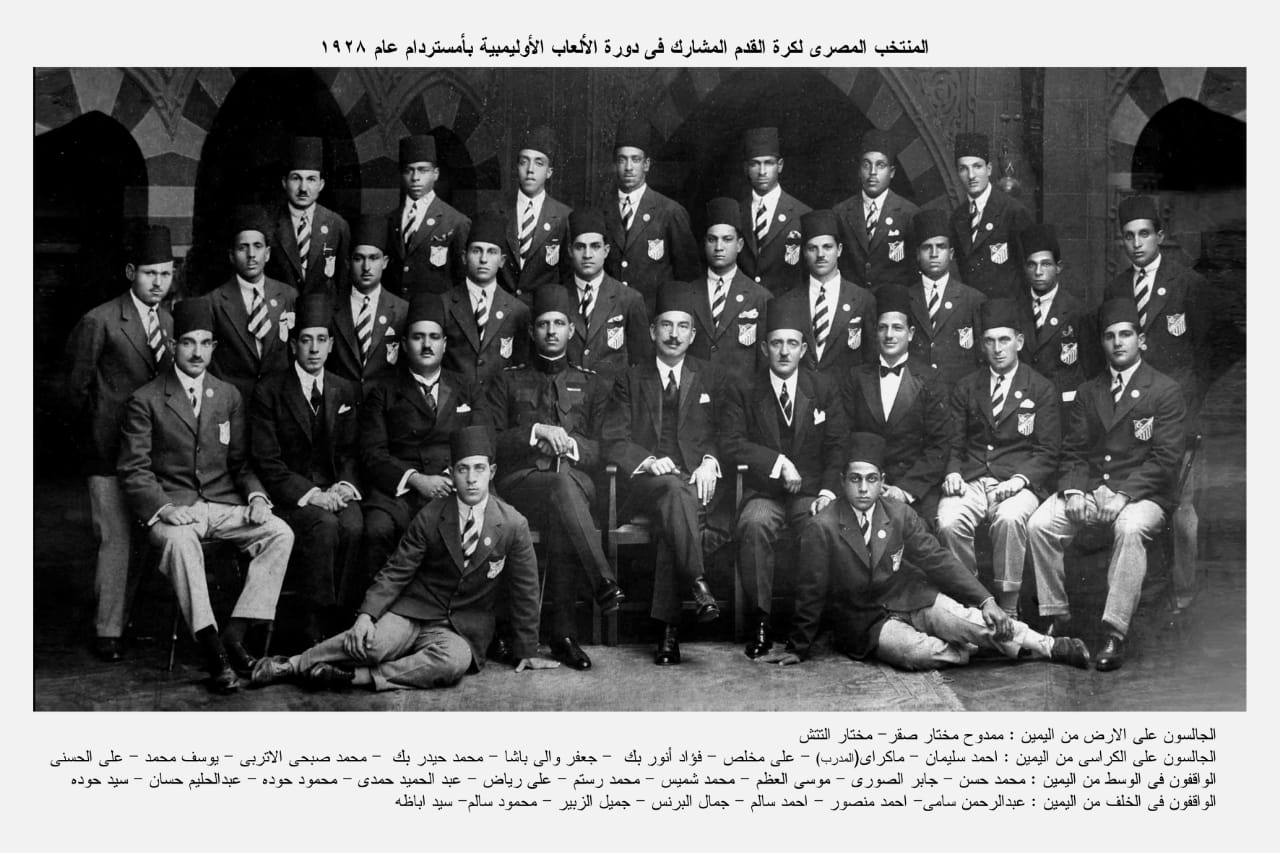
أباظة (في الصف الخلفي واقفًا، أول من اليسار) مع منتخب مصر في أولمبياد صيف 1928

مثل منتخب مصر لكرة القدم في دورة الألعاب الأولمبية الصيفية عام 1920 في أنتويرب، وشارك أيضًا في دورة 1924 في باريس، قبل أن يخوض مع الفريق دورة 1928 في أمستردام التي حصل فيها المنتخب على المركز الرابع.

## الإنجازات

### الزمالك
- كأس السلطان حسين: 1921، 1922
- كأس مصر: 1922
- دوري القاهرة: 1922–23، 1928–29، 1929–30

### الأهلي
- كأس السلطان حسين: 1925، 1926، 1927
- كأس مصر: 1924، 1925، 1927
- دوري القاهرة: 1924–25، 1926–27، 1927–28

### منتخب مصر
- المركز الرابع في الألعاب الأولمبية الصيفية: 1928.